# Lithobius minellii
Lithobius minellii är en mångfotingart som beskrevs av Matic och Darabantu 1971. Lithobius minellii ingår i släktet Lithobius och familjen stenkrypare.
Artens utbredningsområde är Italien. Inga underarter finns listade i Catalogue of Life.